# Neochorema lobiferum
Neochorema lobiferum är en nattsländeart som beskrevs av Oliver S. Flint Jr. 1969-70. Neochorema lobiferum ingår i släktet Neochorema och familjen Hydrobiosidae. Inga underarter finns listade i Catalogue of Life.